# Tipula selenaria
Tipula selenaria är en tvåvingeart som beskrevs av Mannheims 1967. Tipula selenaria ingår i släktet Tipula och familjen storharkrankar.
Artens utbredningsområde är Marocko. Inga underarter finns listade i Catalogue of Life.